# Jonathan Murray
Jonathan Murray, né en 1955 à Gulfport (États-Unis), est un producteur et réalisateur américain.

## Filmographie

### comme producteur
- 1994 : Road Rules (série télévisée)
- 1995 : The Real World Reunion (TV)
- 1995 : The Real World Vacations: Behind the Scenes (vidéo)
- 1996 : The Real World Reunion: Inside Out (vidéo)
- 1996 : Class Reunion (TV)
- 1997 : The Real World You Never Saw (vidéo)
- 1997 : The Real World Casting Special (TV)
- 1998 : The Real World You Never Saw: Boston + Seattle (vidéo)
- 1998 : Road Rules All Stars (série télévisée)
- 1998 : The Real World/Road Rules Challenge (série télévisée)
- 2000 : The Real World: Tenth Anniversary Special (TV)
- 2000 : The Real World/Road Rules Challenge 2000 (série télévisée)
- 2001 : The Real World/Road Rules Extreme Challenge (série télévisée)
- 2001 : Love Cruise: The Maiden Voyage (série télévisée)
- 2002 : The Real World/Road Rules Battle of the Seasons (série télévisée)
- 2002 : Playboy: Who Wants to Be a Playboy Centerfold? (vidéo)
- 2003 : The Real World/Road Rules Battle of the Sexes (série télévisée)
- 2003 : 8 jours & 8 nuits à Cancun (The Real Cancun)
- 2003 : Born to Diva (série télévisée)
- 2003 : Starting Over (série télévisée)
- 2003 : Real World/Road Rules Challenge: The Gauntlet (série télévisée)
- 2003 : The Simple Life ("The Simple Life") (série télévisée)
- 2004 : Real World/Road Rules Challenge: The Inferno (série télévisée)
- 2004 : 2 Punk Rock 4 This: The Real World San Diego Reunion (TV)
- 2004 : The Rebel Billionaire: Branson's Quest for the Best (série télévisée)
- 2005 : Real World/Road Rules Challenge: The Inferno II (série télévisée)
- 2006 : MTV Real World: Key West (série télévisée)
- 2006 : Real World/Road Rules Challenge: Fresh Meat (série télévisée)

### comme réalisateur
- 2004 : Real World/Road Rules Challenge: The Inferno (série télévisée)